# Першин, Николай Иванович
Николай Иванович Першин (3 ноября 1904—1974) — токарь-карусельщик завода «Электросила» имени С. М. Кирова Ленинградского совнархоза. Герой Социалистического Труда (1957).

## Биография
Родился в 1904 году в семье рабочего.
В 1920 году начал учиться на предприятиях Петрограда. В 1930 году устроился токарем-карусельщиком на заводе «Электросила». В годы Великой Отечественной войны, был в составе отряда самообороны, строил заграждения и участвовал в отражении врага. В 1942 году принимал участие в работах по восстановлению Волховской ГЭС. В 1944 году некоторое время работал как строитель. В мирное время продолжил работать на заводе, был активным рационализатором и учил молодых специалистов. С 1958 по 1962 год был депутатом Верховного Совета СССР 5-го созыва.
Умер в 1974 году. Был похоронен на Богословском кладбище.

## Награды
- Герой Социалистического Труда (21.06.1957);
- Орден Ленина;
- Медаль «Серп и Молот»;
- Орден «Знак Почёта» (18.05.1942, 08.12.1951, 01.02.1957);
- Медаль «За трудовое отличие» (26.04.1945).